# Entogonia icaunaria
Entogonia icaunaria är en fjärilsart som beskrevs av Walker 1860. Entogonia icaunaria ingår i släktet Entogonia och familjen mätare. Inga underarter finns listade i Catalogue of Life.